# 簡牙下鱵魚
簡氏下鱵（学名：Hyporhamphus gernaerti），又名簡氏下鱵魚、補網師、水針，为鱵科下鱵魚屬下的一个种。

## 分布
本魚分布於西北太平洋區，包括臺灣、香港、中國大陸、南韓等海域。

## 深度
水深0-10公尺。

## 特徵
本魚體修長纖細，稍側扁，下頷長而尖細、上頷短且呈三角形，中間具一隆起，顏色為黑色，具細齒。體背部為淺灰藍色，腹部銀白色，體被圓鱗，光線照射時有銀色反光，側線明顯且低，體無斑紋。尾鰭呈叉形，下葉長於上葉，背鰭與臀鰭皆靠近尾柄，胸鰭及腹鰭短小。背鰭軟條13-15枚;臀鰭軟條14-17枚;脊椎骨51-53枚，體長可達16公分。

## 生態
本魚沿岸河口區或河川下游，屬肉食性，常成群巡游獵食。

## 經濟利用
體型小，不具食用性。